# Перше Різдво
«Перше Різдво» (італ. Il primo Natale) — італійський комедійний фільм 2019 року. Режисери Сальво Фікарра й Валентино Піконе. Сценаристи Сальво Фікарра й Валентино Піконе. Продюсер Аттіліо Де Радза. Прем'єра в Україні відбулася 31 грудня 2020 року.

## Сюжет
Сальво — переконаний атеїст. Понад те, він живиться крадіжкою предметів духовного мистецтва. Отець Валентино ж — благочестивий священник.
Два далекі один від одного світу стрічаються напередодні Різдва. Химерною волею долі Сальва і Валентино переносяться в часи біблійних подій. Вони опиняються в Палестині за кілька днів до Різдва.
Їм належить дізнатися про себе багато нового, проявити хоробрість перед небезпекою — в особі царя Ірода і, ризикуючи власним життям, врятувати маленького Ісуса.

## У ролях
| Актор               | Роль      |
| ------------------- | --------- |
| Сальваторе Фікарра  | Сальво    |
| Валентіно Піконе    | Валентіно |
| Массімо Пополіціо   | Ірод      |
| Роберта Маттеі      | Ребекка   |
| Джованні Кальканьйо | Єзекія    |
| Массімо Каньїна     | Ісая      |